# Rosoppe
Die Rosoppe ist ein  rechtsseitiger bzw. nördlicher Zufluss der Frieda im Landkreis Eichsfeld in Nordwestthüringen (Deutschland).

## Verlauf
Die Rosoppe verläuft ausschließlich im Obereichsfeld und im Naturpark Eichsfeld-Hainich-Werratal. Die Quelle befindet sich am südlichen Ortsrand von Flinsberg unterhalb des Warteberges (516 m). Ein weiterer Quellarm entspringt im Keffergraben unterhalb der Ibenkuppe.
Die Rosoppe durchfließt zunächst in südlicher Richtung Martinfeld und weiter in südsüdwestlicher Richtung Ershausen. Danach streift sie noch die Gemarkung von Wilbich und mündet westlich von Geismar in die Frieda, ungefähr 300 m flussabwärts mündet die aus nordwestlicher Richtung kommende Rode in die Frieda. Beide Flüsse entwässern und prägen die Landschaft des Rosoppe-Frieda-Hügellandes innerhalb des Südeichsfeldes.
Südlich von Martinfeld und Ershausen sind Flächen der Rosoppeniederung als vorläufige Überschwemmungsgebiete ausgewiesen.

## Zuflüsse
Folgende Bäche fließen der Rosoppe zu:
- namenloser Bach (li), vom Klüschen Hagis kommend
- Schlossbach (re), bei der Grabenmühle aus Richtung Bernterode kommend (im Oberlauf auch Rosenbach und Nesselgraben)
- Singelbach (li), in Ershausen vom Guten Born kommend
- Krombach (re), in Ershausen aus Richtung Krombach
- Tiefenbach (re), in Ershausen aus Richtung Misserode
- Wildebach (li), zwischen Ershausen und Geismar aus Richtung Wilbich

## Geologie
Das Quellgebiet befindet sich am Rand der Obereichsfelder Muschelkalkplatte und bildet mit seinen kleinen Nebenarmen enge Erosionstäler. Nach etwa einem Kilometer verläuft sie kurz im oberen und danach im mittleren Buntsandstein. Zwischen Ershausen und Geismar durchbricht sie wieder Muschelkalkgestein der Eichenberg–Gotha–Saalfelder Störungszone.

## Wassermühlen
An der Rosoppe wurden zahlreiche Wassermühlen betrieben:
- Ascheröder Mühle zwischen Flinsberg und Martinfeld
- Rasenmühle, Dorfmühle, Grabenmühle in Martinfeld
- Dorfmühle und Eßmühle in Ershausen
- Griesmühle zwischen Ershausen und Geismar

Die Graben- und die Eßmühle sind noch heute in Betrieb.

## Namensherkunft
Die Rosoppe wurde 1609 erstmals als rosopsse schriftlich erwähnt. Der Wortteil -ros kommt aus dem alt- und mittelhochdeutschen und steht für Ross oder Pferd. Die Herkunft des Bestimmungswortes -apa ist nicht eindeutig geklärt, ein germanischer Ursprung wird einer keltischen Herkunft vorgezogen.

## Verkehrsanbindung
Entlang der gesamten Rosoppe führt die Landesstraße 1007 von Heiligenstadt kommend bis zur Landesgrenze nach Hessen. Ein Radweg von Martinfeld nach Ershausen und von der Gemarkung Wilbich bis zur Einmündung in die Frieda ist fertiggestellt. Für das noch fehlende Teilstück südlich von Ershausen kann der alte Bahndamm genutzt werden.